# Tang Yixin
Tang Ting (chino simplificado: 唐婷, Pinyin: Táng Tíng) más conocida como Tang Yixin (chino simplificado: 唐艺昕, chino tradicional: 唐藝昕, Pinyin: Táng Yìxīn) y Tina Tang, es una actriz y cantante china.

## Biografía
Estudió en la Universidad de Tecnología y Negocios de Chongqing (inglés: "Chongqing Technology and Business University").
Es muy buena amiga de las actrices Li Qin, Shen Mengchen y Victoria Song.
Comenzó a salir con el actor Zhang Ruoyun, la pareja reveló su relación a través de Weibo el 2 de agosto del 2017, poco después anunciaron que estaban comprometidos y finalmente después de nueve años de relación la pareja se casó el 27 de junio del 2019 en Irlanda. En marzo del 2020 la pareja anunció que estaban esperando a su primer bebé juntos y en mayo del mismo año le dieron la bienvenida a su primera hija.

## Carrera
En el 2015 realizó una aparición especial en la serie Legend of Fragrance donde interpretó a Xiang Xueyin, la madre de An Ruohuan (Tiffany Tang). Xueyin muere después de beber veneno en lugar de su esposo.
En el 2011 se unió al elenco recurrente de la serie Empresses in the Palace (también conocida como "The Legend of Zhen Huan") donde dio vida a Gūwalgiya Wenyuan, quien más tarde se convierte en la Dama Noble Qi.
En 2012 se unió al elenco recurrente de la serie The Queen of SOP donde interpretó a Ye Ling, un miembro del departamento de planificación de marketing de Huang Hai.
El 8 de febrero del 2016 se unió al elenco de la serie Legend of Nine Tails Fox donde dio vida a Zhong Qing.
En julio del mismo año se unió al elenco recurrente de la serie Noble Aspirations (también conocida como "Legend of Chusen") donde dio vida a Tian Ling'er, la hija de Tian Buyi (Xie Ning) y Su Ru (Yang Mingna), que está enamorada del discípulo Qi Hao (Chen Zeyu), hasta el final de la serie durante su segunda temporada en enero del 2017.
El 24 de abril del 2017 se unió al elenco principal de la serie Psychologist donde interpretó a Ouyang Xin, hasta el final de la serie el 9 de mayo del mismo año.
El 22 de junio del mismo año se unió al elenco de la serie The Advisors Alliance donde dio vida a Guo Zhao (personaje que estuvo basado en la Emperatriz Guo Nüwang), una mujer hermosa, educada y refinada que es como una hermana para Zhang Chun Hua (Liu Tao) y le es leal a Cao Pi (Li Chen), hasta el final de la serie el 13 de julio del mismo año. Yixin volvió a dar vida a Guo durante la segunda parte de la serie titulada Growling Tiger, Roaring Dragon transmitida del 8 de diciembre del 2017 hasta el final de la serie el 12 de enero del 2018.
El 30 de noviembre del mismo año se unió al elenco principal de la serie Rule the World donde interpretó a tres personajes: Bu Youran, una novelista que se ve atraída por la historia de Dongge; a Yehe Nara Buxiyamala, la Princesa del Clan Yehe Nara y la mujer más bella del mundo, que no tiene miedo de ir tras su corazón y es devota al amor y a Borjigit Harjol, quien se convertiría en la Consorte Primaria Minhui, la consorte de Aisin Gioro Hong Taiji (Raymond Lam), hasta el final de la serie en diciembre del mismo año.
En el 2020 se unirá al elenco principal de la serie Once Loved You Distressed Forever donde dará vida a la estudiante Li Xiang.
Ese mismo año se unirá al elenco principal de la serie Miss Buyer donde interpretará a Ding Yike.

## Filmografía

### Series de televisión
| Año             | Título                                                | Personaje                                          | Notas               |
| --------------- | ----------------------------------------------------- | -------------------------------------------------- | ------------------- |
| 2029 - presente | The Deer and the Cauldron                             | Princesa Jian Ning                                 |                     |
| 2020 - presente | Miss Buyer                                            | Ding Yike                                          |                     |
| 2020 - presente | Once Loved You Distressed Forever                     | Li Xiang                                           |                     |
| 2017 - 2018     | The Advisors Alliance: Growling Tiger, Roaring Dragon | Emperatriz Guo Zhao                                | 44 episodios        |
| 2017            | The Advisors Alliance                                 | Emperatriz Guo Zhao                                | 42 episodios        |
| 2017            | Rule the World                                        | Bu Youran / Yehe Nara Buxiyamala / Borjigit Harjol | 45 episodios        |
| 2017            | Psychologist                                          | Ouyang Xin                                         | 18 episodios        |
| 2017            | Tai-chi Master: The Ultimate Gateway                  | Liu Yingchun                                       | 40 episodios        |
| 2016            | Noble Aspirations 2                                   | Tian Ling'er                                       |                     |
| 2016            | Noble Aspirations                                     | Tian Ling'er                                       |                     |
| 2016            | Legend of Nine Tails Fox                              | Zhong Qing                                         |                     |
| 2016            | The Love of Happiness                                 | Lu Xiaonan                                         | 70 episodios        |
| 2015            | Legend of Fragrance                                   | Xiang Xueyin                                       |                     |
| 2015            | Get Married                                           | Yang Yunyou                                        | 35 episodios        |
| 2014            | Happy Lover                                           | Ren Muyan                                          | 58 episodios        |
| 2014            | Refueling Lover                                       | Ren Muyan                                          |                     |
| 2013            | Legend of Lu Zhen                                     | Shen Bi                                            |                     |
| 2013            | Noble Bride: Regretless Love                          | Ye Ling                                            |                     |
| 2013            | Heroes in Sui and Tang Dynasties                      | Shan Yingying                                      |                     |
| 2012            | The Queen of SOP                                      | Ye Ling                                            | (ep. #6,8-11,13-15) |
| 2011            | Empresses in the Palace                               | Dama Noble Qi                                      |                     |

### Películas
| Año  | Título                                     | Personaje          | Notas                                                                                |
| ---- | ------------------------------------------ | ------------------ | ------------------------------------------------------------------------------------ |
| 2019 | The Eight Hundred                          | -                  |                                                                                      |
| 2019 | Jade Dynasty                               | Tian Ling'er       | junto a Xiao Zhan, Li Qin, Meng Meiqi y Li Shen                                      |
| 2016 | I Love That Crazy Little Thing             | Meng Xiaoyan       | junto a William Chan, Jessica Jung, Nicholas Tse, Gillian Chung, Seo In-guk y Sun Yi |
| 2015 | This Is Me (Young For You)                 | Tian Dengdeng      | junto a Michelle Chen, Zheng Kai, Sun Jian, Bao Bei'er, Wang Yongqiang y Tracy Chou  |
| 2015 | Les Aventures d'Anthony                    | Xiao Xuan "Serena" | junto a Liu Chang, Vivian Sung, Bruce Hung, Bai Baihe y Archie Kao                   |
| 2014 | The Golden Era                             | Cheng Juan         | junto a Tang Wei, Feng Shaofeng, Zhu Yawen, Wang Zhiwen, Huang Xuan y Yuan Quan      |
| 2013 | The Same Root                              | -                  |                                                                                      |
| 2013 | Journey to the West: Conquering the Demons | Blossom            | junto a Shu Qi, Wen Zhang, Huang Bo, Show Luo y He Wun Hui                           |

### Programas de variedades
| Año         | Programa                          | Notas                  |
| ----------- | --------------------------------- | ---------------------- |
| 2021        | Ace vs Ace S6                     | invitada               |
| 2015 - 2018 | Happy Camp                        | 5 episodios - invitada |
| 2017        | Ace vs Ace                        | invitada               |
| 2017        | Up Idol Season 3 (我们来了第二季) | miembro                |
| 2017        | Dream House                       | miembro                |
| 2014, 2017  | Keep Running                      | 3 episodios - invitada |

### Revistas / sesiones fotográficas
| Año  | Título                                  | Notas                                     |
| ---- | --------------------------------------- | ----------------------------------------- |
| 2019 | Icon-F Magazine                         | (publicación de diciembre)                |
| 2019 | Fashionable Magazine                    | (publicación de noviembre)                |
| 2019 | Grazia China’s Qixi Special             | (publicación #418) - junto a Zhang Ruoyun |
| 2019 | Elle China x Loewe: "The 001 Beginning" | junto a Zhang Ruoyun                      |

## Embajadora
| Año  | Marca          | Notas              |
| ---- | -------------- | ------------------ |
| 2019 | Qiaodan Sports | Portavoz de imagen |

## Discografía

### Singles
| Año  | Canción    | Álbum                      | Notas |
| ---- | ---------- | -------------------------- | ----- |
| 2016 | Light (灯) | OST de "Love of Happiness" |       |

### Álbum
| Año  | Título                 | Notas |
| ---- | ---------------------- | ----- |
| 2016 | Miss Orange (香橙小姐) |       |

## Premios y nominaciones
| Año  | Categoría              | Premio     | Trabajo               | Resultado |
| ---- | ---------------------- | ---------- | --------------------- | --------- |
| 2017 | Youth Charming Actress | Jury Award | The Advisors Alliance | Ganó      |